# Azem Shkreli
Azem Shkreli (ur. 10 lutego 1938 w Shkrelu  – zm. 24 maja 1997 w Prisztinie) - kosowski pisarz i poeta.

## Życiorys
Pochodził z małej wioski w górach, w pobliżu Peji. W roku 1965 ukończył studia z zakresu języka i literatury albańskiej na uniwersytecie w Prisztinie. Kierował Stowarzyszeniem Pisarzy Kosowa, do 1991 r. kierował także Studiem Filmowym Kosovafilmi w Prisztinie i jedną ze scen teatralnych (Teatri Krahinor). Zwolniony z pracy przez władze Serbii w 1991 r. zaangażował się w działalność na rzecz praw człowieka.
Pierwsze jego utwory były poświęcone życiu codziennemu mieszkańców gór. Z czasem poświęcił się poezji zaangażowanej, poświęcając ją problemom ludzi prześladowanych. Pisał też powieści, opowiadania, scenariusze filmowe i eseje. Zmarł na atak serca na lotnisku w Prisztinie, wracając z podróży do Niemiec.
Imieniem Azema Shkreliego została nazwana nagroda państwowa przyznawana przez premiera rządu Kosowa twórcom i naukowcom za całokształt twórczości, a także ulice w Prisztinie, Peje i w Uroševacu. W 2024 nakładem wydawnictwa Faik Konica ukazała się w Prisztinie siedmiotomowa edycji dzieł Azema Shkreliego.

## Twórczość

### Poezja
- 1960: Bulzat, Prishtina.
- 1963: Engjujt e rrugëve, (Uliczne anioły), Prishtina.
- 1970: E di një fjalë prej guri (Znam słowo z kamienia), Prishtina.
- 1981: Pagëzimi i fjalës, (Poświęcanie słów), Prishtina.
- 1986: Kënga e hutinit, (Pieśń żółwia), Prishtina.
- 1990: Nata e papagajve, (Noc papugi) Prishtina.
- 1997: Zogj dhe gurë (Ptak i kamień), Prishtina.
- 2022: Poezi e zgjedhur (Poezje zebrane)

### Proza
- 1960: Karvani i bardhë, (Biały karawan), Prishtina - powieść.
- 1965: Sytë e Evës, (Oczy Ewy), Prishtina - opowiadania.
- 2021: Shtatë nga ata (Siedmiu spośród nich)

### Dramat
- 1968: Fosilet.
- 1983: Varri i qyqes (Grób kukułki).